# Generación inexistente
Generación inexistente es una denominación dada a algunos escritores de México nacidos en los años 70. Si bien no constituyen una corriente literaria formal o grupo homogéneo como la generación del Crack, dicha denominación ha servido para agrupar a ciertos autores que comparten rasgos como es el caso de la Literatura de la Onda, la Generación de la Casa del Lago o en las artes plásticas y visuales, a la Generación de la Ruptura.
Entre los investigadores que han dado esta agrupación o el apelativo se encuentran Tryno Maldonado y finalmente Jaime Mesa en 2008.

## Características
Diversos autores han tratado esta denominación y han hallado rasgos que comparten quienes podrían incluirse en la Generación inexistente:
- La vocación de escribir temas no relacionados con su país de origen, o excluirse del esfuerzo de hacer una literatura nacional o mexicana (Boixo, 2009)[5]
- El haber crecido sin una generación o movimiento literario anterior, bien que lo respaldara, o al cual hicieran una lógica de ruptura o confrontación (Maldonado, 2008)
- Desinterés en escribir novelas ("la gran novela mexicana") u obras de gran formato como otros momentos literarios mexicanos (Carlos Fuentes con La región más transparente). (Maldonado, 2013)[4]
- El uso de internet como forma de publicación de obras, de comunicación y de difusión de sus pensamientos[5]

## Autores de la generación
| Nombre                  | Fecha de nacimiento | Obras consideradas                       | Mención          |
| ----------------------- | ------------------- | ---------------------------------------- | ---------------- |
| Cristina Rivera Garza   | 1964                | Nadie me verá llorar, La cresta de Ilión | Literal Magazine |
| Mario González Suárez   | 1964                |                                          | Literal Magazine |
| Mario Bellatin          | 1960                |                                          | Literal Magazine |
| David Toscana           | 1961                |                                          | Literal Magazine |
| Pablo Soler Frost       | 1965                |                                          | Literal Magazine |
| Ana Clavel              | 1961                | Los deseos y su sombra, Cuerpo náufrago  | Literal Magazine |
| Alberto Chimal          | 1970                | Grey                                     | Maldonado, Mesa  |
| Felipe Soto Viterbo     | 1972                | El demonio de la simetría                | Maldonado, Mesa  |
| Antonio Ortuño          | 1976                | Recursos Humanos                         | Maldonado, Mesa  |
| Heriberto Yépez         | 1974                |                                          | Maldonado        |
| Juan José Rodríguez     | 1970                | El gran invento del siglo XX             | Mesa             |
| Julieta García González | 1970                | Vapor                                    | Mesa             |
| David Miklos            | 1970                | La piel muerta                           | Mesa             |
| Martín Solares          | 1970                | Los minutos negros                       | Mesa             |
| Vivian Abenshushan      | 1972                | El Clan de los Insomnes                  | Mesa             |
| Ernesto Murguía         | 1972                | Un dios para sí mismo                    | Mesa             |
| Bernardo Esquinca       | 1972                | Belleza roja                             | Mesa             |
| Guadalupe Nettel        | 1972                | El huésped                               | Mesa             |
| Jesús Ramírez-Bermúdez  | 1975                | Paramnesia                               | Mesa             |
| Luis Felipe Lomelí      | 1975                | Ella sigue de viaje                      | Mesa             |
| Federico Vite           | 1975                | Fisuras del Continente Literario         | Mesa             |
| Eduardo Montagner       | 1975                | Toda esa gran verdad                     | Mesa             |
| Geney Beltrán           | 1976                | El hacha puesta en la raíz               | Mesa             |
| Tryno Maldonado         | 1977                | Viena roja                               | Mesa             |
| Mariño González         | 1977                | Vietnam                                  | Mesa             |
| Rafael Lemus            | 1977                | Informe                                  | Mesa             |
| Jaime Mesa              | 1977                | Rabia                                    | Mesa             |
| Emiliano Monge          | 1978                | Arrastrar esa sombra                     | Mesa             |
| Rowena Bali             | 1977                | El agente morboso                        | Mesa             |